# Vercana (Lombardei)

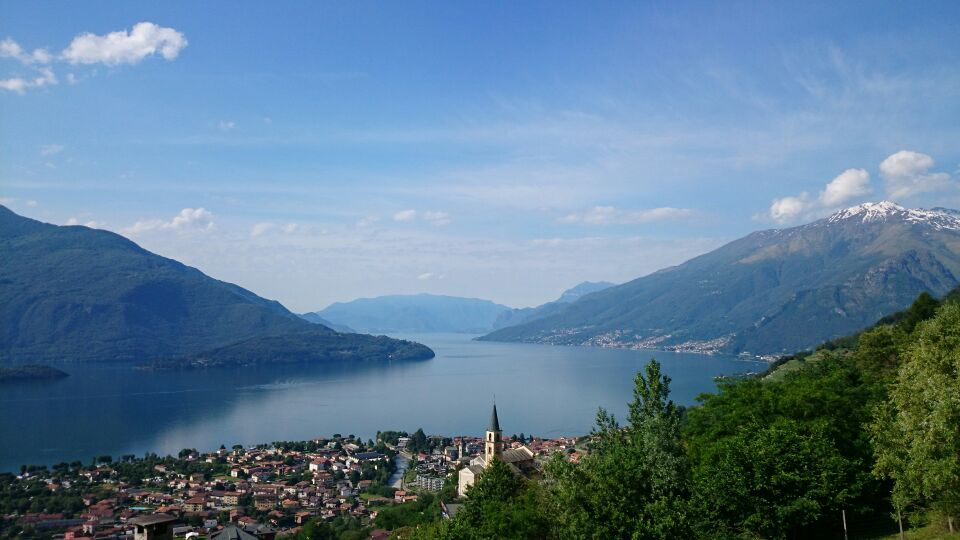
Panorama

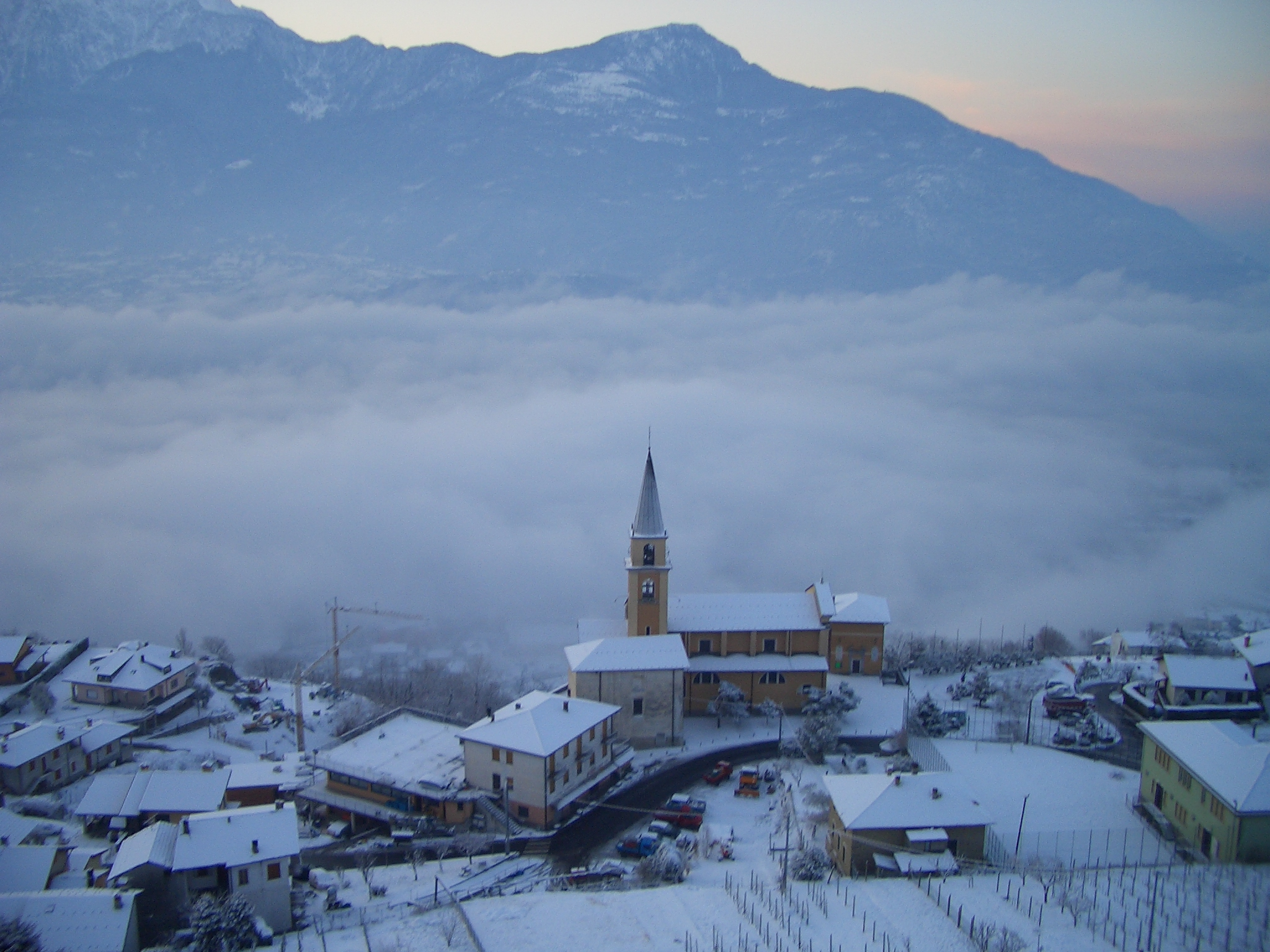
Vercana

Vercana ist eine Gemeinde der italienischen Provinz Como.

## Lage und Einwohner
Die Gemeinde Vercana liegt am Berghang oberhalb von Domaso und bietet einen Ausblick über den Comersee. Sie hat 728 Einwohner (Stand 31. Dezember 2023). Die Gemeinde umfasst die Fraktionen Arbosto, Càino, Cassera, Lubiana, Obbio und Vico Legnonica.
Die Nachbargemeinden sind Domaso, Gera Lario, Livo und Trezzone.

## Geschichte
Die Ortschaft Vercana wird bereits in den Anhängen der Statuten von Como von (1335) erwähnt, die in der comunia de Vercana et de Livo die Gemeinden identifizieren, die innerhalb des Pieve von Gravedona für die Instandhaltung der Strecke der via Regina zwischen dem medio molo de Vercana und dem tramittem per quem itur intus vineam Stevani Caze de Domaxio zuständig waren.
In den folgenden Jahrhunderten folgte Vercana dem Schicksal der Pfarrei von Gravedona, die zunächst zum Lehen von Nesso gehörte, das Ludovico il Moro an Lucrezia Crivelli verschenkte (1497) und später mit der Pieve di Sorico und der Pieve di Dongo in das Lehen der Tre Pievi einbezogen, zunächst belehnt mit Medeghino (1545) und anschließend an die Familie Gallio, die ihre Lehnsrechte über Vercana bis über die Hälfte des 18. Jahrhunderts ausübte.

## Bevölkerung
| Bevölkerungsentwicklung | Bevölkerungsentwicklung | Bevölkerungsentwicklung | Bevölkerungsentwicklung | Bevölkerungsentwicklung | Bevölkerungsentwicklung | Bevölkerungsentwicklung | Bevölkerungsentwicklung |
| ----------------------- | ----------------------- | ----------------------- | ----------------------- | ----------------------- | ----------------------- | ----------------------- | ----------------------- |
| Jahr                    | 1751                    | 1771                    | 1805                    | 1809                    | 1853                    | 2019                    | 2020                    |
| Einwohner               | 500                     | 624                     | 731                     | 763                     | 1070                    | 756                     | 751                     |

## Sehenswürdigkeiten
- PfarrKirche San Salvatore, die im 15. Jahrhundert erbaute Kirche wurde von Antonio Maria Caraccioli und Domenico Caresana aus Cureglia mit Fresken bemalt und beherbergt fünf Glocken, die 1967 von Achille Mazzola aus Valduggia gegossen wurden. Die Innendekoration im Barockstil umfasst Fresken, Gemälde und Stuckarbeiten aus dem 17. und 18. Jahrhundert.[2] mit Fresken aus dem 18. Jahrhundert.
- Kirche San Sebastiano (17. Jahrhundert)[3] im höchstgelegenen Ortsteil Caino.
- die im Ortsteil Carate gelegene Wallfahrtskirche Madonna della Neve wurde 1630 als Dank für das Ende der Pest und als Ersatz für eine Kapelle aus dem 15. Jahrhundert erbaut, in der sich ein Bildnis der Heiligen Jungfrau befand, eine Darstellung, die noch heute im Hochaltar der Kirche erhalten ist.[4]